# 伊舍克勒湖
38°14′N 29°54′E / 38.233°N 29.900°E

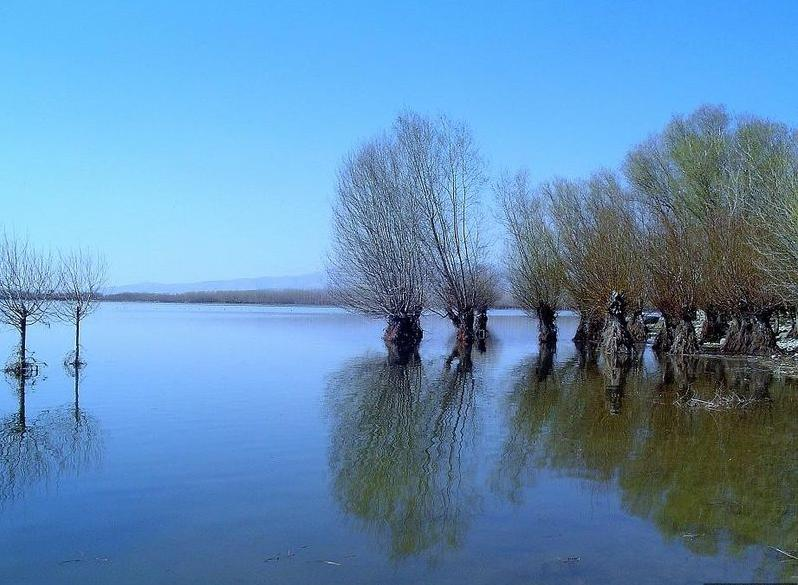
伊舍克勒湖

伊舍克勒湖（土耳其語：Işıklı Gölü）是土耳其西部的湖泊，距離奇夫里爾20公里，由愛琴海地區負責管轄，長10公里、寬7公里，面積73平方公里，海拔高度821米，平均水深5米，最大水深8米。

## 外部連結
- Birdlife IBA Factsheet for Lake Işıklı （页面存档备份，存于）
- Images of Lake Işıklı （页面存档备份，存于） （土耳其文）